# Arnd Peiffer
Arnd Peiffer (Wolfenbüttel, 18 marzo 1987) è un ex sciatore nordico attivo sia nello sci di fondo sia nel biathlon, specialità nella quale ha colto i maggiori successi.

## Biografia

### Carriera nel biathlon
Ha partecipato ad una sola edizione dei Mondiali juniores, a Ruhpolding nel 2008, manifestazione in cui ha conquistato due medaglie di bronzo.
La stagione successiva è stato inserito nella squadra tedesca per disputare l'IBU Cup, e grazie alla sua costanza di rendimento si è trovato a primeggiare in classifica generale quando erano stati disputati poco più di un terzo degli eventi in programma. Grazie a questi buoni risultati è stato convocato per la tappa di Coppa del Mondo a Oberhof l'8 gennaio 2009, esordendo nella staffetta, gara in cui ha ottenuto il suo primo podio giungendo terzo alle spalle dell'Austria e della Russia, podio successivamente corretto in seconda posizione a causa della squalifica del quartetto russo, poiché uno dei componenti (Dmitrij Jarošenko) era stato trovato positivo ad un precedente controllo antidoping, che ha causato la cancellazione di tutti i risultati da lui ottenuti in data successiva al controllo medesimo; due giorni dopo Peiffer ha preso il via anche nella sprint dove si è piazzato 8º, poi corretto in 7° sempre per via della squalifica di Jarošenko che si era classificato due posizioni avanti a lui.
Queste prestazioni furono sufficienti per convincere lo staff tedesco ad aggregarlo alla squadra di Coppa del Mondo per il resto della stagione e a convocarlo per i Mondiali di Pyeongchang, nei quali ha gareggiato solo nelle due staffette, conquistando in entrambi i casi la medaglia di bronzo. Alla fine della stessa stagione è arrivata la prima vittoria in Coppa del Mondo nella sprint di Chanty-Mansijsk.
L'anno successivo ha preso parte ai XXI Giochi olimpici invernali di Vancouver 2010 ottenendo come migliore piazzamento il 5º posto nella staffetta, e, a livello individuale, il 17° nella partenza in linea; nello stesso anno ha vinto il titolo mondiale nella staffetta mista a Chanty-Mansijsk.
Nel 2011 ha ottenuto sempre nella località di Chanty-Mansijsk una medaglia d'oro nella sprint e una d'argento nella staffetta mista ai campionati mondiali; inoltre è giunto quarto nella classifica finale di Coppa del Mondo. Ai Mondiali di Ruhpolding dell'anno seguente ha vinto due medaglie di bronzo, nelle due staffette, mentre a quelli di Nové Město na Moravě 2013 ha nuovamente vinto il bronzo in staffetta.
Ai XXII Giochi olimpici invernalisi Soči 2014 ha vinto l'argento nella staffetta e si è classificato 34º nella sprint, 19º nell'inseguimento e 18º nella partenza in linea, mentre ai Mondiali di Kontiolahti 2015 ha vinto la medaglia d'oro nella staffetta ed è stato 30º nella sprint, 14º nell'inseguimento, 22º nella partenza in linea e 22º nell'individuale.
Nel 2016 ha preso parte ai Mondiali di Oslo, vincendo la medaglia d'argento nella staffetta e nella staffetta mista, e nel 2017 a quelli di Hochfilzen, vincendo la medaglia d'oro nella staffetta mista.
Ai XXIII Giochi olimpici invernali di Pyeongchang 2018 ha vinto la medaglia d'oro nella sprint, la medaglia di bronzo nella staffetta e si è classificato 8º nell'inseguimento, 21º nell'individuale, 13º nella partenza in linea e 4º nella staffetta mista.

### Carriera nello sci di fondo
Dal 2012 prende saltuariamente parte ad alcune competizioni di sci di fondo; in Coppa del Mondo ha esordito il 28 dicembre 2013 nella tappa di Oberhof del Tour de Ski (66º) e ai XXII Giochi olimpici invernali di Soči 2014 ha disputato la 50 km, chiudendo al 40º posto.

## Palmarès

### Biathlon

#### Olimpiadi
- 3 medaglie:
  - 1 oro (sprint a Pyeongchang 2018)
  - 1 argento (staffetta a Soči 2014)
  - 1 bronzo (staffetta a Pyeongchang 2018)

#### Mondiali
- 17 medaglie:
  - 5 ori (staffetta mista[3] a Chanty-Mansijsk 2010; sprint[3] a Chanty-Mansijsk 2011; staffetta[3] a Kontiolahti 2015; staffetta mista[3] a Hochfilzen 2017; individuale[3] a Östersund 2019)
  - 6 argenti (staffetta mista[3] a Chanty-Mansijsk 2011; staffetta mista[3]; staffetta[3] a Oslo Holmenkollen 2016; staffetta mista[3], staffetta[3] a Östersund 2019, individuale[3] a Pokljuka 2021)
  - 6 bronzi (staffetta[3], staffetta mista[3] a Pyeongchang 2009; staffetta[3], staffetta mista[3] a Ruhpolding 2012; staffetta[3] a Nové Město na Moravě 2013; staffetta[3] ad Anterselva 2020)

#### Mondiali juniores
- 2 medaglie:
  - 2 bronzi (sprint, staffetta a Ruhpolding 2008)

#### Coppa del Mondo
- Miglior piazzamento in classifica generale: 4º nel 2011, nel 2012, nel 2017 e nel 2018
- 66 podi (36 individuali, 30 a squadre), oltre a quelli conquistati in sede iridata e validi anche ai fini della Coppa del Mondo:
  - 14 vittorie (8 individuali, 6 a squadre)
  - 29 secondi posti (16 individuali, 13 a squadre)
  - 23 terzi posti (12 individuali, 11 a squadre)

##### Coppa del Mondo - vittorie
| Data             | Località                | Nazione     | Specialità                                                     |
| ---------------- | ----------------------- | ----------- | -------------------------------------------------------------- |
| 26 marzo 2009    | Chanty-Mansijsk         | Russia      | SP                                                             |
| 23 gennaio 2010  | Anterselva              | Italia      | SP                                                             |
| 5 gennaio 2011   | Oberhof                 | Germania    | RL (con Christoph Stephan, Alexander Wolf e Michael Greis)     |
| 23 gennaio 2011  | Anterselva              | Italia      | RL (con Christoph Stephan, Daniel Böhm e Michael Greis)        |
| 4 febbraio 2011  | Presque Isle            | Stati Uniti | SP                                                             |
| 7 gennaio 2012   | Oberhof                 | Germania    | SP                                                             |
| 4 febbraio 2012  | Oslo Holmenkollen       | Norvegia    | PU                                                             |
| 13 dicembre 2013 | Annecy Le Grand-Bornand | Francia     | RL (con Erik Lesser, Andreas Birnbacher e Simon Schempp)       |
| 14 febbraio 2015 | Oslo Holmenkollen       | Norvegia    | SP                                                             |
| 7 febbraio 2016  | Canmore                 | Canada      | MX (con Franziska Hildebrand, Franziska Preuß e Simon Schempp) |
| 21 gennaio 2017  | Anterselva              | Italia      | RL (con Erik Lesser, Benedikt Doll e Simon Schempp)            |
| 11 marzo 2017    | Kontiolahti             | Finlandia   | PU                                                             |
| 20 dicembre 2020 | Hochfilzen              | Austria     | MS                                                             |
| 5 marzo 2021     | Nové Město na Moravě    | Rep. Ceca   | RL (con Erik Lesser, Benedikt Doll e Philipp Nawrath)          |

Legenda:

SP = sprint

PU = inseguimento

MS = mass start

RL = staffetta

MX = staffetta mista